# Нинџа
Под појмом нинџа (忍者 ) подразумева се особа која је обучена древним јапанским борилачким вештинама и унајмљује се за шпијунирање или атентате. Назив нинџа потиче од јапанских речи нин (истрајати, крити, кретати се невидљиво) и џа (особа). 
Познати су и под називом шиноби.

## Етимологија
Нинџа је назив који се састоји од два канџија 忍者 (уз хирагану и катакану једно од три форме јапанског писма). Уобичајени је био назив шиноби-но-моно (忍の者), којим су се у традиционалном Јапану означавале особе које су тренирале и примењивале нинџутсу (忍術, понекад погрешно преведеног као нинџитсу). Назив шиноби историјски сеже све до 8. века када је Хегури Уји но Иратсуме написао песму Ōтому но Yакамоцхиу. Канџи шиноби (忍) могао би се превести као „потајно узети“, а у ширем смислу „клонити се, избегавати“, одатле и повезаност са скривањем и невидљивошћу. Канџи моно означава „особу."
Реч нинџа постала је популарна након Другог светског рата. Будући да се нинџутсу може преводити као „вештина скривања“ тако би се изрази нинџа, шиноби-но-моно или шиноби могло превести као „онај који је вешт у потајном кретању“ или „невидљиви људи“.
Други синоними који би се могли користити су: онивабан (お庭番 „онај који је у врту"), суппа, раппа, митсумоно, куса (草 трава) и Ига-моно ("човек из Иге").

## Нинџе — тајанствени ратници
Захваљујући стриповима, цртанима, филмовима, видео и компјутерским играма, у савременом свету нинџе се доживљавају на сасвим другачији начин од онога што су они били у стварности.
У модерном друштву они су романтични шпијуни, борци за правду, осветници потцењених, заштитници жена и деце. Заправо они су били јединствена професионална „организација“ (иако се тада нису тако доживљавали) плаћених шпијуна, ухода и убица за новац у форми посебног сталежа. Нинџе су увек били у служби нечасних, тајних и подземних циљева јапанских феудалаца и племића за које су обављали најнечасније задатке. Њихов живот није вредео ништа - били су потрошна роба.
У редове нинџа новачили су се људи без икакве друге алтернативе: окорели злочинци, бивши криминалци, лопови, убице, варалице, људи у бегу пред законом - нешто слично као данас у Легију странаца. Нинџе су људе испуњавали колико страхом, толико и презиром - били су најнижи сталеж јапанског друштва.

## Митови и истине
Средњовековни нинџе радо су ширили митове о себи и својој вештини. Управо то их је штитило од неупућених и заплашених сељака средњовековног Јапана. Причало се да поседују натприродне моћи као што су летење, дуготрајно гладовање, невидљивост, пролажење кроз рупице или чак и кроз круте објекте.
У бити то су били људи посебно обучених у низу тешких вештина. Били су увежбани да умеју брзо трчати, али не само према напред већ и бочно и уназад. Могли су се пењати по било којој површини голим рукама или уз помоћ кука или других помагала, као и одржавати равнотежу у немогућим условима те се брзо кретати у немогућим условима. Могли су пливати изнад воде и кретати се под њом, скривати се сатима у мочвари дишући помоћу трске. Нинџе су такође били стручњаци у низу борилачких вештина и умели су употребљавати све врсте оружја, укључујући многа која су они сами измислили и развили.
Нинџе су се користиле за најподлије и најсрамније задатке које нису могли прихватити ни самураји ни обични војници. Отровати дете у колевци, силовати и унаказити кћер непријатељског војсковође, побити целу породицу док нема мушкараца, на гостопримство одговорити паљењем дома сиромашних сељака, убити с леђа, на спавању и слично биле су нормалне ствари у радном дану једног нинџе. Ти савршени стројеви за убијање за одређену своту новца направили би све без грижње савести, без моралних проблема, али и без права да одбију било који задатак који му његов претпостављени заповеди. Момци замотани у црно стварно нису били неки узор морала - није им било страно бити двоструким шпијуном, било због новца или страха од казне.

## Порекло нинџа
Нинџе су веровали да порекло вуку од Тенгуа митолошког гаврана-човека који је имао главу, труп и крила гаврана, а ноге и доњи дио трупа човека. То није ни било чудно с обзиром да је гавран поистовећиван с „духом смрти“. Вештина нинџа зове се нинџутсу, а развила се управо од шпијунирања, ухођења и извиђања.
Све је почело кад је један старокинески војни стратег именом Сун Ву између III. и V. п. н. е. написао књигу „Сун Цу“ у којој су по први пут, ухођење и шпијунажа споменути као самостална вештина. Неколико векова касније та је вештина преко Окинаве, где су Кинези и Јапанци међусобно трговали, пренета на јапанска острва.
Још у VI. веку забележено је да је принц-регент Шотоку користио посебно трениране шпијуне и агенте - претече нинџи. Потом ту вештину чува и развија посебан сталеж - планински калуђери или јамабуши-ји, одметници од цивилизације и државног поретка. Знање се ту усавршавало даљњих пет векова и постало дио обуке специјалних војних јединица клана Генџи који је владао Јапаном од VIII. до XII. века. Прва школа нинџутсуа настала је у оквиру Хатори клана, а крајем XII. века Момочи клан коначно формира прву организацију нинџа. Златно доба нинџи било је од 14. до 18. века, а ти заграбуљени борци одиграли су велику улогу у обликовању тадашњег Јапана.
Како су се времена мењала и цивилизовала, смањивала се и важност нинџи, па су они све чешће, уместо шпијунске службе постајали нечија гарда или заштитници појединих племића. Други су постајали разбојници, што је сасвим било разумљиво ако се зна да су нинџе и регрутирани од бивших криминалаца и одбеглих осуђеника. У то су време у Јапану многе организоване групе криминалаца биле у потпуности састављене од бивших нинџи.

## Организација нинџа
На врху организације нинџа био је један човек, господар нинџа и заповедник - јонин. Он је био мешавина генерала и менаџера - „набављао“ је и бирао задатке, одређивао новчане награде и слично. Јонини су идентитет и место становања држали у потпуној тајности и никад нису ступали с нинџама у контакт.
Цхунини су били ти који су умјесто јонина контактирали нинџе, били су нешто попут часника. Они најчешће нису знали идентитет свог јонина, који је у потпуности располагао њиховим животом, имовином и каријером.
Припадник најнижег слоја нинџа, потпуно обесправљени ратник, звао се генин. Како ни јонин ни цхунин нису ишли у шпијунске нити убилачке мисије управо су генини ти који су пронели славу братства.
Жене нинџе
У свету нинџа, жене нису само одгајале децу, тј. будуће нинџе или ишчекивале своје мужеве. Неке од њих и саме су биле нинџе. Називале су се куноичи, а у убојитости нису заостајале за својим мушким колегама. Било их је много мање, али постојали су шпијунски задаци и наручена плаћена убиства где мушкарац не би имао никаквих изгледа - завођење је знало бити ефикасније од шурикена.

## Нинџа оружја
Нинџе су у акцију са собом носиле десетак оружја. Нека од њих су:
- Нинџакен или нинџато (忍者刀) - кратка јапанска сабља, разликује се од Катане по својој равној изведби оштрице. Историјски никада није доказано постојање нинџакена већ се сматра како су нинџе користиле Катану као и Самураји, те да сабљу уопште нису носили на леђима него за појасом.

- Катана (刀) - дуга јапанска сабља која је уобичајено самурајско оружје (заједно са Вакизашијем). У данашњем Јапану, катана је и општи израз за све сабље.

- Вакизаши (脇差) - кратка јапанска сабља, слична Катани, но изразито краће оштрице.

- Шиноби Танто (忍び 短刀) - нож с дрвеним корицама које се могу користити за одбрану од других хладних оружја.

- Шиноби Зуе (仕込 み杖) - или „штап нинџа“ којих је било различитих дужина, а у себи су могли скривати бодеже, уска копља или стреле за лук.

- Тесен (鉄扇) - метална полуга.

- Шуко - или „тигрови зуби“ су шиљци који су се причвршћивали на рукавицу, а омогућавали су кретање по плафонима или зидовима, као и пењање на дрвеће или вертикалне површине. Такође применљиво и као оружје за борбу изблиза.

- Ашико - шиљци који су се везали на стопала за кретање по свакој врсти терена. Остављали су необичне трагове, налик животињскима али који су очигледно припадали двоногом бићу због чега су их неуки сељаци сматрали траговима „демона“.

- Кусаригама (鎖鎌) - ланац с разним додацима као што су металне кугле, коцке или оштрице.

- Кусарифундо - метални ланац с теговима на оба краја за витлање, ударање, дављење, пробијање или блокирање.

- Ханкју - мали лук са стрелама.

- Фукија (吹き矢) - пухаљка за мале стрелице отровног врха.

- Тоами - мрежа слична рибарској, користи се за одбрану од више нападача истовремено.

- Шурикен (手裏剣) - мали метални кругови или звездице оштрих рубова намењени бацању на противника.

- Кама (鎌 или かま) - оружје налик српу с кратком дршком.

- Мецубуши (目潰し) - разноврсна помагала (димне, пешчане или светлосне бомбе) које се користе за привремено или трајно ослепљивање противника, најчешће при бегу од њега.

- Ашико
- Шиноби Зуе (仕込 み杖)
- Нинџа оружје
- Макибиши
- Кагинава
- Шурикен (手裏剣)
- Кусаригама (鎖鎌)
- Кусарифундо или манрики
- Шурикен (手裏剣)
- Бо-шурикени
- Кусари катабира
- Чигирики
- Ашико

## Нинџе — породични људи?
Тајновитост је за нинџу била од виталне важности - преживети још један задатак, још један дан, још једну опасност. Кандидати за нинџе, а и њихови учитељи, у строгој су тајности држали не само елементе вештине и ток обуке, већ и локације насеобине те бројно стање нинџа и њихових породица.
Можда звучи чудно то да су нинџе имали породице, али тако је било и то из практичних разлога. Породице нинџа формирале су се да би обука нинџа, почевши још у дечјој доби, била што ефикаснија. Заједнице жена и деце биле су смештене у посебним селима, удаљеним планинским врлетима и неприступачним подручјима. У доба пуног процвата ове професије таква насеља знала су имати и преко педесет породица нинџа. Деца нинџа могла су изабрати само један позив - нинџе. Она су убрзо по ступању у редове нинџа била убијена на једном од многих ризичних или немогућих задатака.
Насеља није било допуштено напуштати никад осим за време задатака, а такође је било забрањено и контактирати с било ким ко није био нинџа. С друге стране, није баш да их је неко посећивао. Насеља нинџа била су сматрана готово тужним местима. Тамо нико никада није ишао, осим ако није желео да га друштво потпуно одбаци.
Нинџе нису живели дуго, погинули би на задацима (који су понекад били и тотално неоствариви), а у случају да су покушали оставити братство чекала их је смртна казна. Завршити трагично у животу нинџа било је неизбежно.

## Нинџе данас
Данас више нема нинџа или тачније они више не постоје у форми посебног сталежа плаћеника и убица. Нинџуцу се међутим задржао и као борилачка вештина наставио се развијати. У данашње време, далеко после великих битки и потреба за Нинџа ратницима, засигурно постоји и мишљење о упитној потреби за таквим вештинама. Вештина нинџуцу-а је много више од примања и давања удараца или руковања оружјима. Могла би се прихватити као средство упознавања себе и да доведете своје квалитете и потенцијале до неслућених граница.